# Ljubomir Koler
Ljubomir Koler, slovenski politik, * 23. marec 1917, Idrija, † 27. december 1981, Ankaran.
Rodil se je v družini idrijskega rudarja Rafaela Kolerja. Ljudsko šolo je končal v rojstnem kraju in se zaposlil kot priučen električar. Leta 1932 je v Idriji organiziral mladinsko partijsko celico. Zaradi protifašistične dejavnosti pa se je moral umakniti v Jugoslavijo, od koder je skrivaj prehajal čez državno mejo, prinašal protifašistično literaturo, usmerjal delovanje idrijske delavske mladine in izvajal diverzantske akcije (požig fašistične mladinske kolonije aprila 1934) ter se z orožjem spopadal s fašističnimi orožniki na državni meji ter sami Idriji. V Ljubljani je vzpostavil stike z vodilnimi člani organizacije TIGR. Fašistična oblast ga je nenehno preganjala, večkrat pa je bil zaprt tudi v Jugoslaviji. Ko je bil obsojen na izgon iz Jugoslavije se je julija 1938 umaknil v Prago, kjer se je kot član Komunistične partije Jugoslavije povezal z antifašističnimi in komunističnimi mednarodnimi organizacijami. V Pragi se je zaposlil in hkrati tudi politično deloval vse do sredine meseca maja 1939, ko ga je gestapo aretiral. V zaporih in taboriščih je bil vse do konca vojne. Po osvoboditvi je deloval v uradu za repatriacijo v Berlinu. Kasneje se je poročil s hčerko narodnega heroja Jožeta Lacka in vrsto let živel v Piranu, kjer je bil tudi politično aktiven. Umrl je v Bolnici Ankaran. Svoje predvojno ilegalno delo je opisal v Delo partijske mladine med obema vojnama. 